# Gloanna
Gloanna är ett släkte av fjärilar. Gloanna ingår i familjen nattflyn.
Kladogram enligt Catalogue of Life:
| Gloanna | \| \| Gloanna grisescens \| \| \| \| \| \| Gloanna hecate \| \| \| \| |
|         | \| \| Gloanna grisescens \| \| \| \| \| \| Gloanna hecate \| \| \| \| |
|         | Gloanna grisescens                                                    |
|         |                                                                       |
|         | Gloanna hecate                                                        |
|         |                                                                       |